# Pequeña giga para teclado (Mozart)

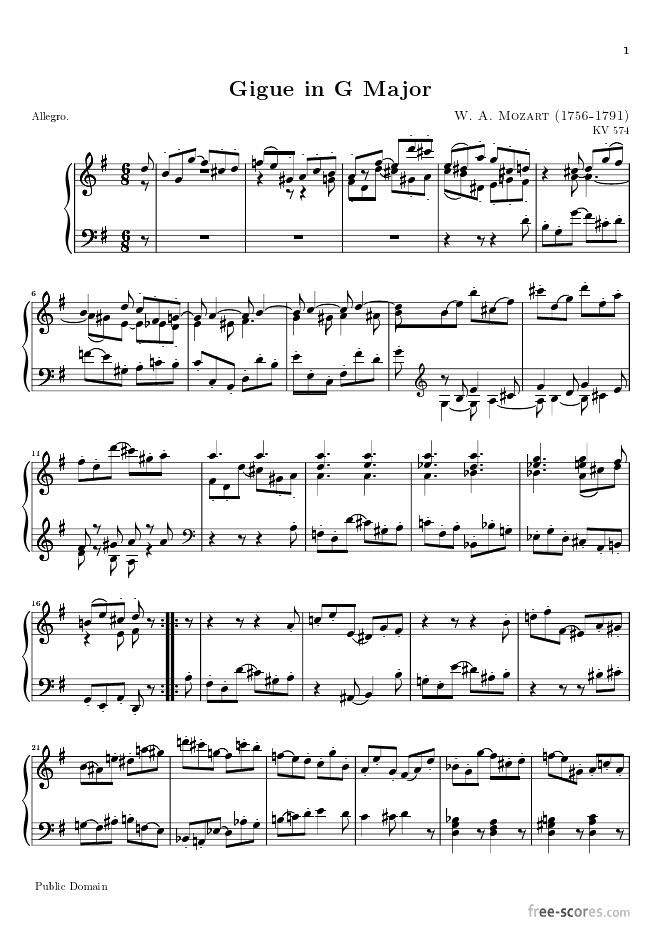
Partitura de pequeña giga en sol mayor, de Wolfgang Amadeus Mozart.

La Pequeña giga (Eine kleine Gigue) en sol mayor, K. 574 es una composición de Wolfgang Amadeus Mozart, escrita en mayo de 1789 durante su estancia en Leipzig. La pieza está redactada en el cuaderno del organista de la corte de Leipzig, K. I. Engel, como homenaje a Johann Sebastian Bach.

## Análisis
La pieza está escrita para piano u órgano solo, y consta de treinta y ocho compases. Está escrita en compás de 6/8, presentando rasgos propios del estilo barroco y de muchas obras de Bach. Pero aún, estilísticamente, permanece bastante autónoma de sus otras obras y, en efecto, es distinta a cualquier obra que Mozart hubiese escrito hasta ese momento.